# Water Valley (Kentucky)
Pour les articles homonymes, voir Water Valley.
Water Valley est une ville américaine située dans le comté de Graves, dans le Kentucky.

## Démographie
Selon le recensement de 2020, sa population est de 235 habitants.